# Friedrich von Essellen

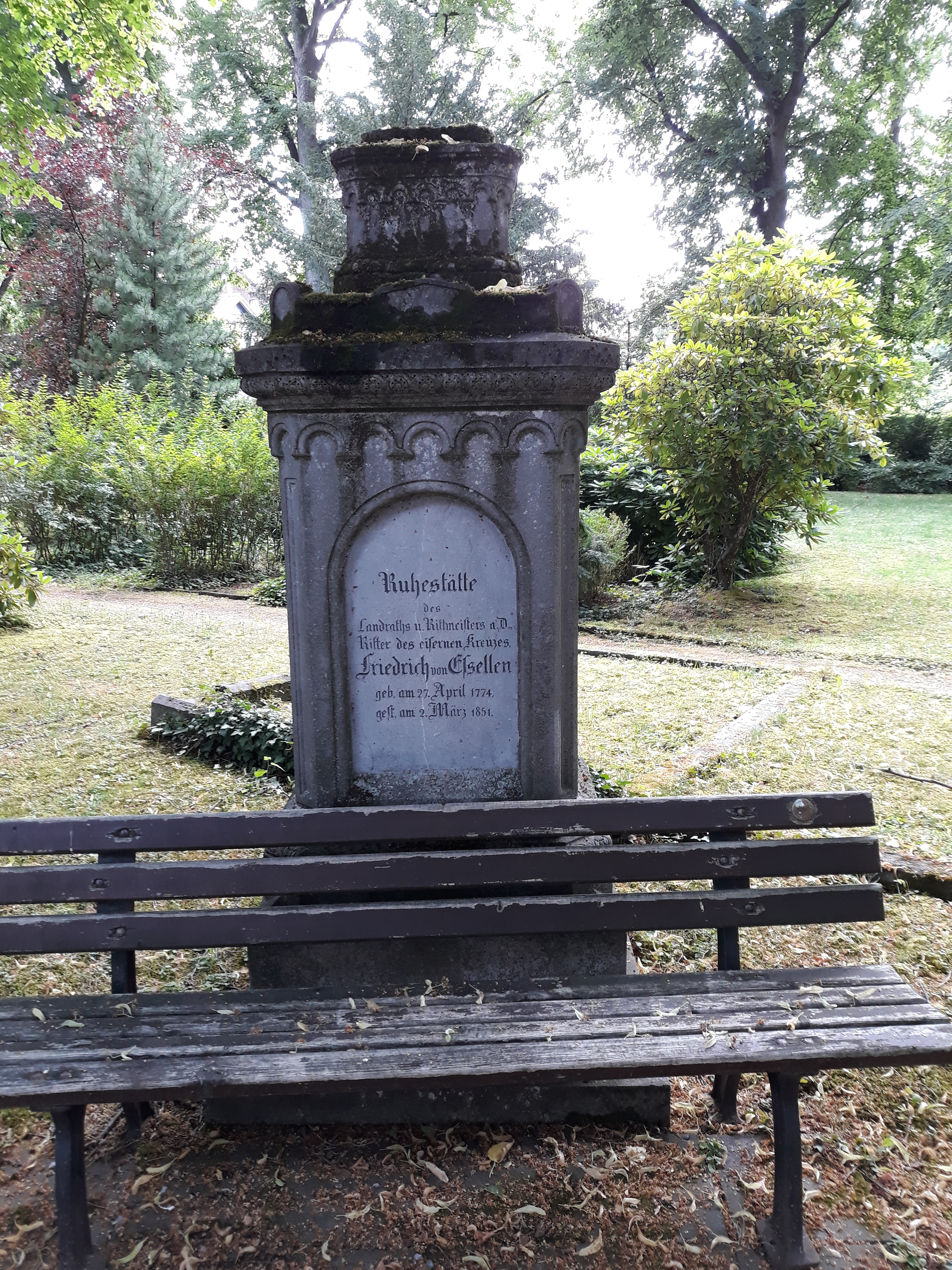
Das Grab von Friedrich von Essellen auf dem Osthofenfriedhof in Soest.

Friedrich von Essellen (* 27. April 1774 in Bochum; † 2. März 1851 in Soest) war ein preußischer Landrat.

## Leben
Friedrich von Essellen wurde als drittes von acht Kindern der Eheleute Friedrich Heinrich von Essellen (Justizrat, 1787 in den Adelsstand erhoben) und Dorothea Mallinckroth
geboren. Er trat 1794 in den  preußischen Militärdienst ein und war Rittmeister im ehemaligen 1. Westfälischen Landwehr-Kavallerie-Regiment. Nach dem Gesuch des Kreistags Soest um Übertragung des Amtes des Landrats wurde von Essellen am 26. März 1817 unter Dispensation von der Prüfung zum Landrat des Kreises Soest ernannt. Am 15. April 1817 trat er seinen Dienst an und betrieb seine Dienstgeschäfte in zwei Räumen in seiner Privatwohnung in der Thomästraße 1 in Soest. Die Kosten für den beantragten dritten Raum wollte die Königliche Regierung in Arnsberg nicht übernehmen.
Am 21. Februar 1838 trat von Essellen auf eigenes Gesuch in den Ruhestand.
In seinem Testament vom 30. Juli 1839 hinterließ Friedrich von Essellen den Armen der evangelischen Gemeinde zu Bochum 100 Taler und den Armen der Stadt Soest 50 Taler.

## Ehrungen
- Eisernes Kreuz II. Klasse.